# 司隸 (後趙)
司隸是五胡十六国中后赵、冉魏、前燕的京师地区。
漢国在建平元年（330年）分冀州设立司隶校尉，治所在国都襄国（在今河北省邢台市），管理广平郡、魏郡、阳平郡、顿丘郡、荥阳郡、汲郡、河内郡、野王郡、河南郡、河东郡、弘农郡、上洛郡。延熙元年（334年）改顿丘郡为衛國郡，分魏郡设黎阳郡。建武元年（335年），石虎迁都邺城，司隶校尉治所改为邺，改魏郡为魏尹，分广平郡设襄国郡。河南郡、荥阳郡、河東郡、弘农郡四郡改属洛州，上洛郡改属荆州。之后，司隶校尉管理魏尹、黎阳郡、广平郡、襄国郡、阳平郡、卫国郡、汲郡、河内郡、野王郡。石韬、徐统曾经担任司隶校尉。太宁元年（349年），一度设立武德国。永宁元年（350年），后赵只剩下襄国郡，冉魏的司隶校尉控制魏尹、广平郡，次年，冉魏灭后赵。
前燕元玺元年（352年），前燕得到魏尹、广平郡，改魏尹为魏郡，改司隸为司州，改司州为中州。元玺四年（355年），河内郡、黎阳郡、汲郡属中州。光寿元年（357年），中州改为司隶校尉，魏郡改为魏尹，司隶校尉管理魏尹、广平郡、河内郡、黎阳郡、汲郡、阳平郡。光寿二年（358年），改卫国郡为东郡，来属。建熙元年（360年），分阳平郡设貴鄉郡。建熙十一年（370年），前秦灭前燕，废除邺城的司隶。